# エブリマ・ダルボー
- エブリマ・ダルボエ

エブリマ・ダルボー（Ebrima Darboe, 2001年6月6日 - ）は、ガンビア・セレクンダ出身のサッカー選手。セリエB・フロジノーネ・カルチョ所属。ポジションはミッドフィールダー。

## 経歴
ガンビアのセレクンダのバコテという地区で生まれた。14歳の時に独りでガンビアを離れ、リビアに到着し半年間の難民生活の後に、シチリア島に渡った。イタリアでは、内務省によるSPRARという難民保護制度により同伴者のいない未成年移民として保護され、リエーティに移り住んでアマチュアクラブのヤング・リーティでプレーを始めた。
2017年夏にASローマに加入し、2019年1月にプリマヴェーラでデビューを果たした。18歳になったばかりだった2019年7月にプロ契約を締結した。10月27日のACミラン戦で、初めてトップチームでベンチ入りを果たした。
2020年10月、U-19チームで初ゴールを挙げ、同じ月にはカンピオナート・プリマヴェーラ1の試合で1試合2ゴールを挙げた。
2021年5月2日、UCサンプドリア戦で後半の残り10分で途中出場し、トップチームデビューを果たした。5月6日、UEFAヨーロッパリーグ準決勝のマンチェスター・ユナイテッドFC戦2ndレグに出場し、ヨーロッパリーグデビューを果たした。
2021年9月30日、UEFAヨーロッパカンファレンスリーグのFCゾリャ・ルハーンシク戦でシーズン初先発を果たすと、スルーパスからステファン・エル・シャーラウィの先制点をアシストした。
2023年7月7日、LASKリンツにレンタル移籍した。
2024年2月1日、UCサンプドリアにシーズン終了までのレンタルで移籍した。
2024年8月12日、フロジノーネ・カルチョにレンタル移籍した。

## 人物・エピソード
2021年5月19日、ダルボーの代理人との養子縁組の手続きを行っていることが報じられ、完了後は苗字を『ペルッツィ』に変更することが報じられた。

## タイトル
ASローマ
- UEFAヨーロッパカンファレンスリーグ : 2021-22